# Évêque de Carlisle

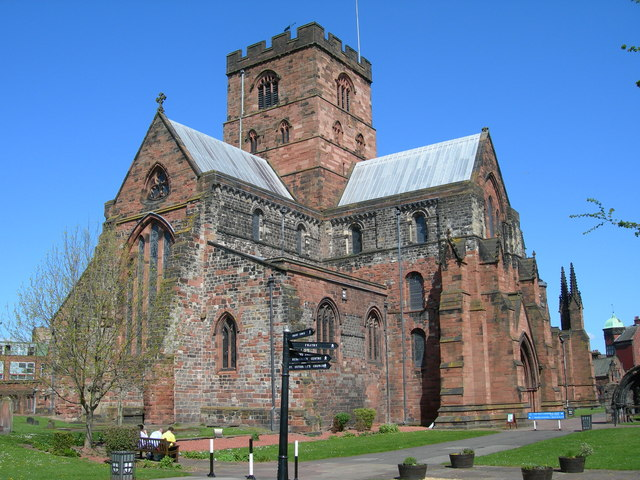
La cathédrale de Carlisle.

L'évêque de Carlisle est l'évêque de l'Église d'Angleterre responsable du diocèse de Carlisle. Son siège est la cathédrale de Carlisle.

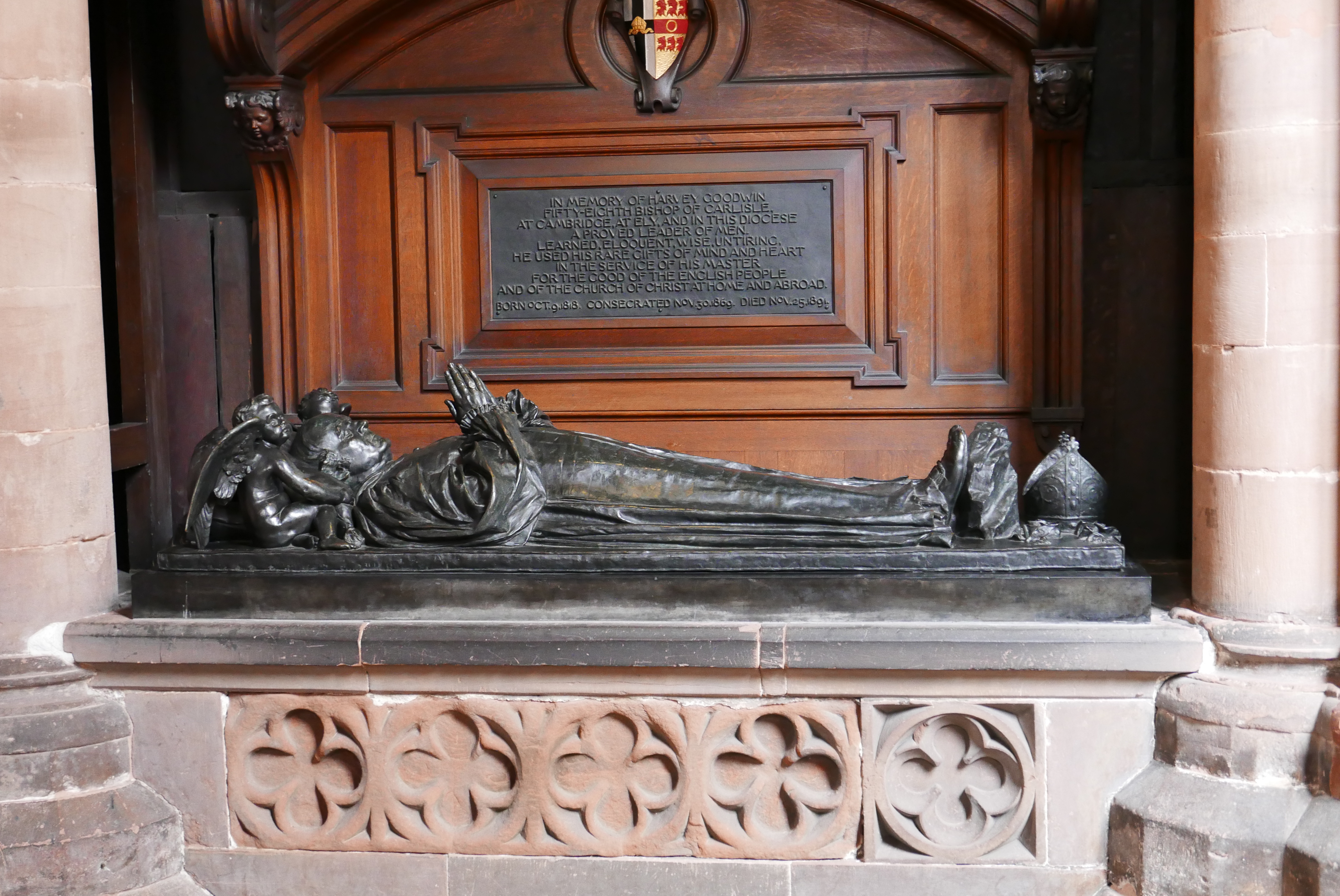
Tombeau de l'Evêque Harvey Goodwin 1869-1891

Le diocèse est fondé en 1133 par le roi Henri Ier. Son dernier titulaire dans l'obédience de Rome est Owen Oglethorpe, qui procède au sacre de la reine Élisabeth Ire en 1558. Il est déposé l'année suivante, et son successeur John Best est le premier titulaire anglican du siège de Carlisle.

## Liste des évêques de Carlisle

Armoiries des évêques de Carlisle.

### Avant la Réforme
- 1133-1156 : Æthelwold
- 1186 : Paulin de Leeds (élu, décline le siège)
- 1203-1214 : Bernard
- 1218-1223 : Hugues de Beaulieu
- 1223-1246 : Walter Mauclerc
- 1246-1254 : Silvester de Everdon
- 1255-1256 : Thomas Vipont
- 1256 : Robert de Sancta Agatha (élu, décline le siège)
- 1258-1278 : Robert de Chauncy
- 1278 : William Langton (élu, décline le siège)
- 1280-1292 : Ralph de Ireton
- 1292-1324 : John de Halton (en)
- 1325 : William Airmyn (élection annulée)
- 1325-1332 : John Ross
- 1332-1352 : John Kirkby
- 1352 : John Horncastle (écarté par le pape)
- 1353-1362 : Gilbert Welton
- 1363-1395 : Thomas Appleby
- 1396 : Robert Reed
- 1397-1400 : Thomas Merke
- 1400-1419 : William Strickland
- 1420-1423 : Roger Whelpdale
- 1423-1429 : William Barrow
- 1429-1449 : Marmaduke Lumley
- 1450-1452 : Nicholas Close
- 1452-1462 : William Percy
- 1462-1463 : John Kingscote
- 1464-1468 : Richard Scroope
- 1468-1478 : Edward Story
- 1478-1495 : Richard Bell (en)
- 1495-1502 : William Senhouse
- 1503-1508 : Roger Leyburn
- 1508-1520 : John Penny
- 1521-1537 : John Kite
- 1537-1556 : Robert Aldrich
- 1557-1559 : Owen Oglethorpe
- 1560 : Bernard Glipin (décline)

### Après la Réforme
- 1560-1570 : John Best
- 1570-1577 : Richard Barnes
- 1577-1598 : John May (en)
- 1598-1616 : Henry Robinson
- 1616-1621 : Robert Snoden
- 1621-1624 : Richard Milbourne
- 1624-1626 : Richard Senhouse
- 1626-1629 : Francis White
- 1629-1642 : Barnaby Potter
- 1642-1656 : James Ussher (in commendam)
- 1660-1664 : Richard Sterne
- 1664-1684 : Edward Rainbowe
- 1684-1702 : Thomas Smith
- 1702-1718 : William Nicolson
- 1718-1723 : Samuel Bradford
- 1723-1734 : John Waugh (en)
- 1734-1747 : George Fleming
- 1747-1762 : Richard Osbaldeston
- 1762-1768 : Charles Lyttelton
- 1769-1787 : Edmund Law
- 1787-1791 : John Douglas
- 1791-1808 : Edward Venables-Vernon
- 1808-1827 : Samuel Goodenough
- 1827-1856 : Hugh Percy
- 1856-1860 : Henry Villiers
- 1860-1869 : Samuel Waldegrave
- 1869-1891 : Harvey Goodwin
- 1892-1904 : John Bardsley
- 1905-1920 : John Diggle
- 1920-1946 : Henry Williams
- 1946-1966 : Thomas Bloomer
- 1966-1972 : Cyril Bulley
- 1972-1989 : David Halsey
- 1989-1999 : Ian Harland
- 2000-2009 : Graham Dow
- depuis 2009 : James Newcome